# Torneo SANZAR/UAR M21 de 2001
El Torneo SANZAR/UAR M21 de 2001 se disputó en Australia fue la séptima y última edición del torneo en categoría M21, en la temporada 2002 fue reemplazado por el Campeonato Mundial de Rugby M21.

## Posiciones

### Grupo A
| Pos. | Equipo        | Encuentros | Encuentros | Encuentros | Encuentros | Tantos  | Tantos    | Tantos     | Puntos Totales |
| Pos. | Equipo        | jugados    | ganados    | empatados  | perdidos   | a favor | en contra | diferencia | Puntos Totales |
| ---- | ------------- | ---------- | ---------- | ---------- | ---------- | ------- | --------- | ---------- | -------------- |
| 1    | Nueva Zelanda | 3          | 3          | 0          | 0          | 146     | 32        | +114       | 15             |
| 2    | Inglaterra    | 3          | 2          | 0          | 1          | 60      | 99        | -39        | 9              |
| 3    | Irlanda       | 3          | 1          | 0          | 2          | 48      | 76        | -28        | 5              |
| 4    | Argentina     | 3          | 0          | 0          | 3          | 54      | 101       | -47        | 1              |

#### Resultados
| 20 de junio | Inglaterra | 15 - 10 | Irlanda |  |  |

| 20 de junio | Nueva Zelanda | 39 - 11 | Argentina |  |  |

| 23 de junio | Argentina | 17 - 20 | Irlanda |  |  |

| 23 de junio | Nueva Zelanda | 63 - 3 | Inglaterra |  |  |

| 27 de junio | Inglaterra | 42 - 26 | Argentina |  |  |

| 27 de junio | Nueva Zelanda | 44 - 21 | Irlanda |  |  |

### Grupo B
| Pos. | Equipo    | Encuentros | Encuentros | Encuentros | Encuentros | Tantos  | Tantos    | Tantos     | Puntos Totales |
| Pos. | Equipo    | jugados    | ganados    | empatados  | perdidos   | a favor | en contra | diferencia | Puntos Totales |
| ---- | --------- | ---------- | ---------- | ---------- | ---------- | ------- | --------- | ---------- | -------------- |
| 1    | Australia | 3          | 3          | 0          | 0          | 119     | 63        | +56        | 15             |
| 2    | Francia   | 3          | 2          | 0          | 1          | 92      | 69        | +23        | 11             |
| 3    | Sudáfrica | 3          | 1          | 0          | 2          | 94      | 97        | -3         | 5              |
| 4    | Samoa     | 3          | 0          | 0          | 3          | 41      | 117       | -76        | 0              |

#### Resultados
| 20 de junio | Australia | 29 - 23 | Francia |  |  |

| 20 de junio | Sudáfrica | 41 - 14 | Samoa |  |  |

| 23 de junio | Australia | 46 - 30 | Sudáfrica |  |  |

| 23 de junio | Samoa | 17 - 32 | Francia |  |  |

| 27 de junio | Australia | 44 - 10 | Samoa |  |  |

| 27 de junio | Sudáfrica | 23 - 37 | Francia |  |  |

### Séptimo puesto
| 30 de junio | Samoa | 32 - 24 | Argentina |  |  |

### Quinto puesto
| 30 de junio | Irlanda | 43 - 42 | Sudáfrica |  |  |

### Tercer puesto
| 30 de junio | Francia | 36 - 6 | Inglaterra |  |  |

### Final
| 30 de junio | Nueva Zelanda | 30 - 13 | Australia |  |  |

| Bandera de Nueva Zelanda |
| Campeón Nueva Zelanda    |
| Tercer título            |